# شبح الكلب: الطريق للساموراي
شبح الكلب: الطريق للساموراي (بالإنجليزية: Ghost Dog: The Way of the Samurai)‏ هو فيلم جريمة، وفيلم حركة، وفيلم دراما، وفيلم إثارة، وفيلم فنون قتالية
أُصدر في 18 مايو 1999، و6 يناير 2000، في ألمانيا. وقد أخرجه جيم جارموش، وكَتَب السيناريو جيم جارموش.

## طاقم التمثيل
- فورست ويتكر
- Timbo King [الإنجليزية]‏
- هاري شيرر
- Shi Yan Ming [الإنجليزية]‏
- جانو الشوايات  [لغات أخرى]‏
- جيمي هيكتور
- دامون ويتاكر
- Vanessa Hollingshead [الإنجليزية]‏
- سكوت برايس
- Angel Caban ‏
- شارون انجيلا
- Vince Viverito ‏
- Clebert Ford ‏
- José Rabelo ‏
- Frank Minucci  [لغات أخرى]‏
- ريتشارد بورتنوو
- فيني فيلا
- جون تورمي
- Joseph Rigano [الإنجليزية]‏
- هنري سيلفا
- فيكتور أرجو
- روبرت فيتزجيرالد ديغز
- تريشيا فيسي
- كليف جورمان
- غاري فارمر
- إسحاق دو بانكولي
- فرانك ادونيس
- كاملي وينبوش  [لغات أخرى]‏
- Jonathan Teague Cook ‏

## الإنتاج

### التصوير
صوّر الفيلم في نيويورك، وكان روبي مولر مديرًا لتصوير الفيلم.

### الموسيقى
موسيقى الفيلم التصويرية من تلحين روبرت فيتزجيرالد ديغز.

## الاستقبال

### الجوائز والترشيحات
الجوائز
الترشيحات

## وصلات خارجية
- شبح الكلب: الطريق للساموراي على موقع IMDb (الإنجليزية)
- شبح الكلب: الطريق للساموراي على موقع ميتاكريتيك (الإنجليزية)
- شبح الكلب: الطريق للساموراي على موقع الموسوعة البريطانية (الإنجليزية)
- شبح الكلب: الطريق للساموراي على موقع روتن توميتوز (الإنجليزية)
- شبح الكلب: الطريق للساموراي على موقع نتفليكس (الإنجليزية)
- شبح الكلب: الطريق للساموراي على موقع ألو سيني (الفرنسية)
- شبح الكلب: الطريق للساموراي على موقع Turner Classic Movies (الإنجليزية)
- شبح الكلب: الطريق للساموراي على موقع أول موفي (الإنجليزية)
- شبح الكلب: الطريق للساموراي على موقع بوكس أوفيس موجو (الإنجليزية)
- شبح الكلب: الطريق للساموراي على موقع فيلمافينيتي (الإسبانية)